# Andrew Hoy
Andrew James Hoy (* 8. února 1959, Culcairn, Nový Jižní Wales) je australský jezdec na koni. Má čtyři olympijské medaile, všechny ze závodu všestrannosti (military). Tři jsou zlaté a ze závodu družstev (Barcelona 1992, Atlanta 1996, Sydney 2000), jedna stříbrná ze závodu individuálního (Sydney 2000). V Londýně 2012 absolvoval své sedmé olympijské hry. V roce 1993 mu byl udělen Řád Austrálie (Order of Australia) a v roce 2000 byl uveden do australské sportovní Síně slávy.